# 퀸투스 파비우스 픽토르
퀸투스 파비우스 픽토르(Quintus Fabius Pictor, 기원전 254년으로 추정)는 초기 로마의 역사가 가운데 한 명으로, 연대기 편찬차들 가운데 제일로 여겨진다. 파비아족(Fabii)의 일원인 그는 화가 가이우스 파비우스 픽토르(Gaius Fabius Pictor)의 손자였다. (화가 페인터-painter-는 라틴어로 픽토르-pictor-를 가리킴) 그는 기원전 225년에 갈리인과, 제2차 포에니 전쟁에 카르타고에 대항하여 싸운 로마 원로원 의원이었다.